# Copa d'Europa d'hoquei sobre patins femenina 2007-2008
La segona edició de la Copa d'Europa d'hoquei patins femenina es disputà entre el 22 i el 25 de maig de 2008 a les localitats portugueses de Mealhada i Luso.
Els àrbitres destinats a aquesta competició foren: Thomas Ullrich (Alemanya), Enrico Armati (Suïssa), María Teresa Martínez i Emilio Mariñas (Galícia), Joaquim Pinto, José Pinto, Luís Inácio i Manuel Fernandes (Portugal).

## Participants
| Grup A | Grup A              |
| ------ | ------------------- |
|        | CH Mataró           |
|        | Fundação Nortecoope |
|        | CS Noisy Le Grand   |
|        | Biesca Gijón HC     |

| Grup B | Grup B                |
| ------ | --------------------- |
|        | CP Voltregà           |
|        | SK Germania Herringen |
|        | HC Mealhada           |
|        | US Coutras RH         |

## Ronda prèvia
| Equip 1              | Global | Equip 2             | Anada | Tornada |
| -------------------- | ------ | ------------------- | ----- | ------- |
| CRESH Eboli          | 0-15   | Grup Clima Mataró   | 0-9   | 0-6     |
| HC MEalhada          | 12-4   | RHC Diessbach       | 4-2   | 8-2     |
| Fundaçao Nortecoope  | 8-3    | TUS Düsseldorf-Nord | 4-2   | 4-1     |
| CS Noisy Le Grand    | 8-4    | Nortecoope / Maia   | 3-2   | 5-2     |
| Juventus Montreux HC | 5-9    | US Coutras RH       | 2-2   | 3-7     |

## Fase Regular
Els horaris corresponen a l'hora d'estiu de Portugal (zona horària: UTC+1), als Països Catalans és 1 hora més.

### Llegenda
En les taules següents:
| Pts = Punts totals PJ = Partits jugats PG = Partits guanyats PE = Partits empatats PP = Partits perduts GF = Gols a favor |  | GC = Gols en contra DG = Diferència de gols (GF-GC) Ressaltat en verd = Equip classificat per a la segona fase. Ressaltat en vermell = Equip eliminat per a la segona fase. (p) = Gol de penalti |  |  |

### Grup A
| Equip               | Pts | PJ | PG | PE | PP | GF | GC | DG |
| ------------------- | --- | -- | -- | -- | -- | -- | -- | -- |
| Fundação Nortecoope | 7   | 3  | 2  | 1  | 0  | 10 | 2  | +8 |
| Biesca Gijón HC     | 4   | 3  | 1  | 1  | 1  | 7  | 7  | 0  |
| CH Mataró           | 3   | 3  | 1  | 0  | 2  | 3  | 4  | -1 |
| CS Noisy Le Grand   | 3   | 3  | 1  | 0  | 2  | 8  | 16 | -7 |

| 22 de maig de 2008 16:30 |     |           |                                                                   |
| Biesca Gijón HC          | 1-0 | CH Mataró | Pavelló Municipal de Mealhada Àrbitres: José Pinto i M. Fernandes |
| Lee (1)                  |     |           | Pavelló Municipal de Mealhada Àrbitres: José Pinto i M. Fernandes |

| 22 de maig de 2008 19:30 |     |                                                             |                                                                    |
| CS Noisy Le Grand        | 1-8 | Fundação Nortecoope                                         | Pavelló Municipal de Mealhada Àrbitres: M.T. Martínez i T. Ullrich |
| Couderc (1)              |     | Castro (1) Ribeiro (2) Rêgo (1) Honório (1) Albuquerque (3) | Pavelló Municipal de Mealhada Àrbitres: M.T. Martínez i T. Ullrich |

| 23 de maig de 2008 10:00           |     |                       |                                                               |
| CH Mataró                          | 3-2 | CS Noisy Le Grand     | Pavelló Municipal de Luso Àrbitres: Joaquim Pinto i L. Inácio |
| Comas (1) González (1) Ramírez (1) |     | Couderc (1) Espin (1) | Pavelló Municipal de Luso Àrbitres: Joaquim Pinto i L. Inácio |

| 23 de maig de 2008 11:30 |     |                 |                                                            |
| Fundação Nortecoope      | 1-1 | Biesca Gijón HC | Pavelló Municipal de Luso Àrbitres: T. Ullrich i E. Armati |
| Ribeiro (1)              |     | Lee (1)         | Pavelló Municipal de Luso Àrbitres: T. Ullrich i E. Armati |

| 23 de maig de 2008 19:30 |     |           |                                                            |
| Fundação Nortecoope      | 1-0 | CH Mataró | Pavelló Municipal de Luso Àrbitres: T. Ullrich i E. Armati |
| Rêgo (1)                 |     |           | Pavelló Municipal de Luso Àrbitres: T. Ullrich i E. Armati |

| 23 de maig de 2008 21:00         |     |                                    |                                                                |
| CS Noisy Le Grand                | 6-5 | Biesca Gijón HC                    | Pavelló Municipal de Luso Àrbitres: Joaquim Pinto i José Pinto |
| Frings (1) Malard (4) Dupuis (1) |     | Lee (2) González (2) B. García (1) | Pavelló Municipal de Luso Àrbitres: Joaquim Pinto i José Pinto |

### Grup B
| Equip                 | Pts | PJ | PG | PE | PP | GF | GC | DG  |
| --------------------- | --- | -- | -- | -- | -- | -- | -- | --- |
| CP Voltregà           | 9   | 3  | 3  | 0  | 0  | 16 | 4  | +12 |
| US Coutras RH         | 4   | 3  | 1  | 1  | 1  | 6  | 6  | 0   |
| HC Mealhada           | 4   | 3  | 1  | 1  | 1  | 9  | 10 | -1  |
| SK Germania Herringen | 0   | 3  | 0  | 0  | 3  | 4  | 15 | -11 |

| 22 de maig de 2008 18:00                  |     |               |                                                                   |
| CP Voltregà                               | 4-0 | US Coutras RH | Pavelló Municipal de Mealhada Àrbitres: Joaquim Pinto i L. Inácio |
| Barceló 3' Giudici 18', 29' Le Borgne 18' |     |               | Pavelló Municipal de Mealhada Àrbitres: Joaquim Pinto i L. Inácio |

| 22 de maig de 2008 21:00 |     |                          |                                                                |
| HC Mealhada              | 5-2 | SK Germania Herringen    | Pavelló Municipal de Mealhada Àrbitres: E. Armati i E. Mariñas |
| Tavares (3) Pebre (2)    |     | Reinert (1) Wichardt (1) | Pavelló Municipal de Mealhada Àrbitres: E. Armati i E. Mariñas |

| 23 de maig de 2008 10:00 |     |               |                                                                    |
| HC Mealhada              | 1-1 | US Coutras RH | Pavelló Municipal de Mealhada Àrbitres: M.T. Martínez i E. Mariñas |
| Tavares (1)              |     | Fort (1)      | Pavelló Municipal de Mealhada Àrbitres: M.T. Martínez i E. Mariñas |

| 23 de maig de 2008 11:30                                 |     |                       |                                                                   |
| CP Voltregà                                              | 5-1 | SK Germania Herringen | Pavelló Municipal de Mealhada Àrbitres: M. Fernandes i José Pinto |
| Barceló 11' Giudici 17' Le Borgne 26', 29' Dorca 28' (p) |     | Wichardt 31'          | Pavelló Municipal de Mealhada Àrbitres: M. Fernandes i José Pinto |

| 23 de maig de 2008 19:30 |     |                                     |                                                                    |
| SK Germania Herringen    | 1-5 | US Coutras RH                       | Pavelló Municipal de Mealhada Àrbitres: M.T. Martínez i E. Mariñas |
| Wichardt (1)             |     | Lafourcade (2) Fort (1) Drouhet (2) | Pavelló Municipal de Mealhada Àrbitres: M.T. Martínez i E. Mariñas |

| 23 de maig de 2008 21:00                                            |     |                              |                                                                |
| CP Voltregà                                                         | 7-3 | HC Mealhada                  | Pavelló Municipal de Mealhada Àrbitres: T. Ullrich i E. Armati |
| Barceló 1' Dorca 11' Le Borgne 12' Giudici 17', 19', 33' Romero 21' |     | Couceiro 12', 30' Castro 18' | Pavelló Municipal de Mealhada Àrbitres: T. Ullrich i E. Armati |

## Fase Final
|  | Semifinals                                          | Semifinals                                          |   |                                                     | Final                                               | Final |
|  |                                                     |                                                     |   |                                                     |                                                     |       |
|  | 24 de maig - Mealhada Pavelló Municipal de Mealhada |                                                     |   |                                                     |                                                     |       |
|  | Fundação Nortecoope                                 | 2                                                   |   |                                                     |                                                     |       |
|  | US Coutras RH                                       | 0                                                   |   |                                                     |                                                     |       |
|  |                                                     |                                                     |   |                                                     |                                                     |       |
|  |                                                     |                                                     |   |                                                     | 25 de maig - Mealhada Pavelló Municipal de Mealhada |       |
|  |                                                     |                                                     |   |                                                     | Fundação Nortecoope                                 | 1     |
|  |                                                     | CP Voltregà                                         | 2 |                                                     |                                                     |       |
|  |                                                     |                                                     |   |                                                     |                                                     |       |
|  |                                                     |                                                     |   |                                                     |                                                     |       |
|  |                                                     |                                                     |   |                                                     | Tercer lloc                                         |       |
|  | 24 de maig - Mealhada Pavelló Municipal de Mealhada | 24 de maig - Mealhada Pavelló Municipal de Mealhada |   | 25 de maig - Mealhada Pavelló Municipal de Mealhada | 25 de maig - Mealhada Pavelló Municipal de Mealhada |       |
|  | CP Voltregà                                         | 1                                                   |   | US Coutras RH                                       | 0                                                   |       |
|  | Biesca Gijón HC                                     | 0                                                   |   |                                                     | Biesca Gijón HC                                     | 2     |

### Del cinquè al vuitè lloc
| 24 de maig de 2008 16:30         |                  |                       |                                                              |
| CH Mataró                        | 1-1 penals (2-0) | SK Germania Herringen | Pavelló Municipal de Luso Àrbitres: L. Inácio i M. Fernandes |
| Pardo (1) Espriu (1) Ramírez (1) |                  | Wichardt (1)          | Pavelló Municipal de Luso Àrbitres: L. Inácio i M. Fernandes |

| 24 de maig de 2008 18:00 |     |                        |                                                            |
| HC Mealhada              | 3-2 | CS Noisy Le Grand      | Pavelló Municipal de Luso Àrbitres: T. Ullrich i E. Armati |
| Tavares (1) Pebre (2)    |     | Laurent (1) Malard (1) | Pavelló Municipal de Luso Àrbitres: T. Ullrich i E. Armati |

### Semifinals
| 24 de maig de 2008 19:30 |     |               |                                                                    |
| Fundação Nortecoope      | 2-0 | US Coutras RH | Pavelló Municipal de Mealhada Àrbitres: M.T. Martínez i E. Mariñas |
| Rêgo (1) Azevedo (1)     |     |               | Pavelló Municipal de Mealhada Àrbitres: M.T. Martínez i E. Mariñas |

| 24 de maig de 2008 21:00 |     |                 |                                                                    |
| CP Voltregà              | 1-0 | Biesca Gijón HC | Pavelló Municipal de Mealhada Àrbitres: José Pinto i Joaquim Pinto |
| Giudici 39'              |     |                 | Pavelló Municipal de Mealhada Àrbitres: José Pinto i Joaquim Pinto |

### Setè i vuitè lloc
| 25 de maig de 2008 15:00 |     |                   |                                                                    |
| SK Germania Herringen    | 3-1 | CS Noisy Le Grand | Pavelló Municipal de Mealhada Àrbitres: M.T. Martínez i E. Mariñas |
| A. Grewe (2) Kieler (1)  |     | Frings (1)        | Pavelló Municipal de Mealhada Àrbitres: M.T. Martínez i E. Mariñas |

### Cinquè i sisè lloc
| 25 de maig de 2008 16:30 |     |             |                                                                |
| CH Mataró                | 1-0 | HC Mealhada | Pavelló Municipal de Mealhada Àrbitres: E. Armati i T. Ullrich |
| Pardo (1)                |     |             | Pavelló Municipal de Mealhada Àrbitres: E. Armati i T. Ullrich |

### Tercer i quart lloc
| 25 de maig de 2008 18:00 |     |                       |                                                                    |
| US Coutras RH            | 0-2 | Biesca Gijón HC       | Pavelló Municipal de Mealhada Àrbitres: José Pinto i Joaquim Pinto |
|                          |     | Lee (1) B. García (1) | Pavelló Municipal de Mealhada Àrbitres: José Pinto i Joaquim Pinto |

### Final
| 25 de maig de 2008 19:30 |     |                 |                                                                |
| Fundação Nortecoope      | 1-2 | CP Voltregà     | Pavelló Municipal de Mealhada Àrbitres: E. Armati i T. Ullrich |
| Alburquerque 21'         |     | Giudici 5', 28' | Pavelló Municipal de Mealhada Àrbitres: E. Armati i T. Ullrich |

|                    |
| Campió CP VOLTREGÀ |

## Classificació final
| Equip | Equip                 | Pts | PJ | PG | PE | PP | GF | GC | DG  | Rend  |
| ----- | --------------------- | --- | -- | -- | -- | -- | -- | -- | --- | ----- |
| 1r    | CP Voltregà           | 15  | 5  | 5  | 0  | 0  | 19 | 5  | +14 | 100%  |
| 2n    | Fundação Nortecoope   | 10  | 5  | 3  | 1  | 1  | 13 | 4  | +9  | 66,6% |
| 3r    | Biesca Gijón HC       | 7   | 5  | 2  | 1  | 2  | 9  | 8  | +1  | 46,6% |
| 4t    | US Coutras RH         | 4   | 5  | 1  | 1  | 3  | 7  | 11 | -4  | 26,6% |
| 5è    | CH Mataró             | 9   | 5  | 3  | 0  | 2  | 7  | 5  | +2  | 60%   |
| 6è    | HC Mealhada           | 7   | 5  | 2  | 1  | 2  | 12 | 13 | -1  | 46,6% |
| 7è    | SK Germania Herringen | 3   | 5  | 1  | 0  | 4  | 8  | 19 | -11 | 20%   |
| 8è    | CS Noisy Le Grand     | 3   | 5  | 1  | 0  | 4  | 11 | 21 | -10 | 20%   |

## Màximes golejadores
Article principal: Llista completa de golejadores
| Jugadora             | Equip                 | Gols |
| -------------------- | --------------------- | ---- |
| Carla Giudici        | CP Voltregà           | 9    |
| Natasha Lee          | Biesca Gijón HC       | 5    |
| Dina Tavares         | HC Mealhada           | 5    |
| Tatiana Malard       | CS Noisy Le Grand     | 5    |
| Adeline Le Borgne    | CP Voltregà           | 4    |
| Patrícia Albuquerque | Fundação Nortecoope   | 4    |
| Neuza Pebre          | HC Mealhada           | 4    |
| Maren Wichardt       | SK Germania Herringen | 4    |